# Carina Gödecke

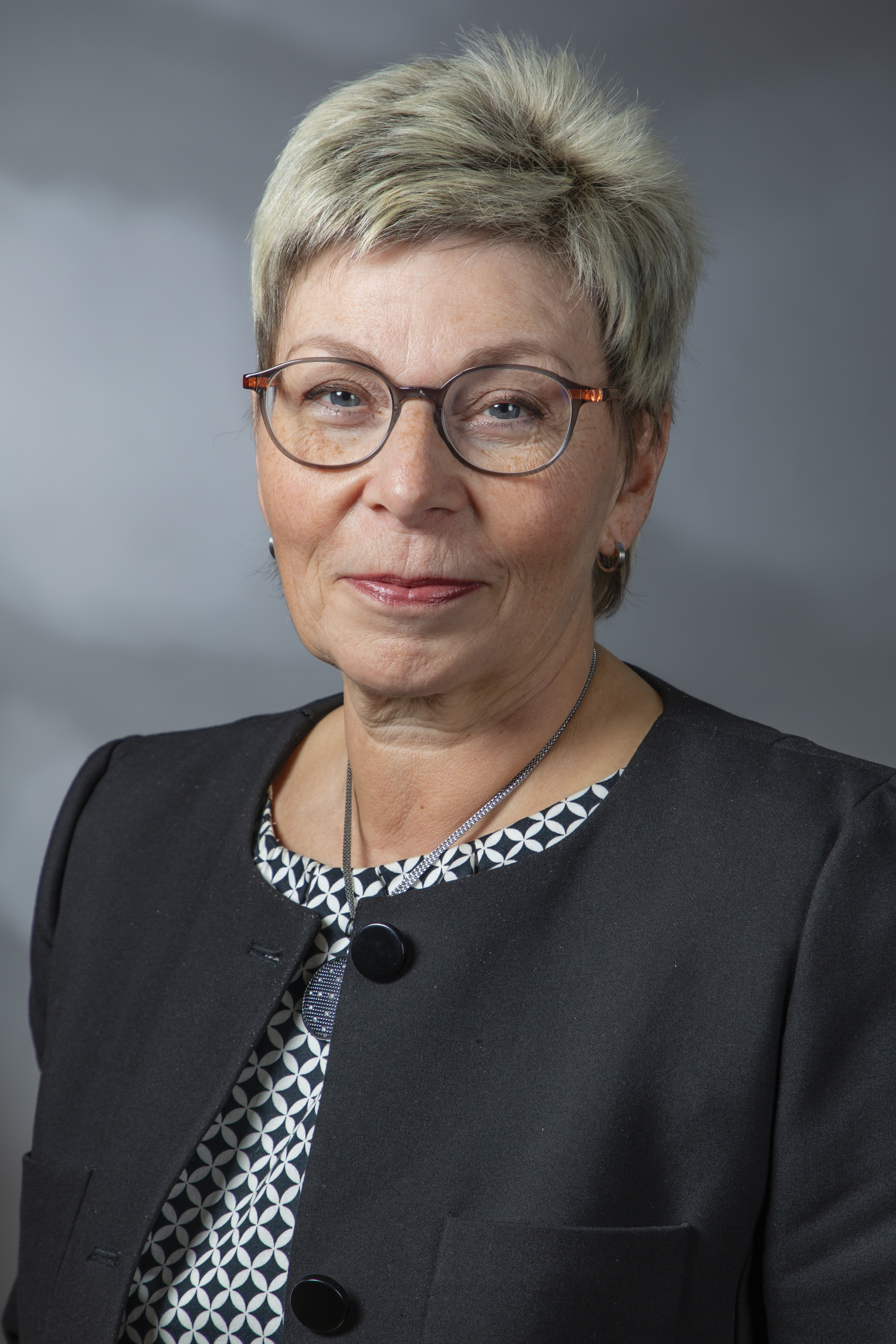
Carina Gödecke (2019)

Carina Barbara Gödecke (* 25. Oktober 1958 in Groß-Gerau) ist eine deutsche Politikerin (SPD). Sie war von 1995 bis 2022 Mitglied des nordrhein-westfälischen Landtags und war von 2012 bis 2017 dessen Präsidentin. In den Jahren 2017 bis 2022 war sie wieder Erste Vizepräsidentin des nordrhein-westfälischen Landtags, ein Amt, das sie bereits von 2010 bis 2012 innehatte.

## Biografie
Gödeckes Vater war Meister im Stammwerk von Opel in Rüsselsheim und wurde beim Aufbau des Bochumer Werks benötigt, so dass die Familie umzog. Nach ihrem Abitur im Jahr 1977 an der Hildegardis-Schule in Bochum absolvierte sie in den Jahren 1977 bis 1986 eine Ausbildung als Lehrerin für Chemie und Pädagogik Sekundarstufe II. Diese schloss sie 1986 mit dem Zweiten Staatsexamen ab. Von 1986 bis 1990 war sie Wahlkreismitarbeiterin von Ernst-Otto Stüber in Bochum, im Anschluss daran bis 1995 pädagogische Referentin beim Heinz-Kühn-Bildungswerk in Dortmund. Gödecke ist verheiratet.

## Partei und Mandat
Gödecke kommt aus einer sozialdemokratischen Familie, bereits Urgroßvater und Großvater gehörten der SPD an. Seit Oktober 1974 ist sie Mitglied der Sozialdemokratischen Partei Deutschlands. In den Jahren 1989 bis 1995 gehörte Gödecke dem Rat der Stadt Bochum an, wie schon in den sechziger und siebziger Jahren ihre beiden Eltern. Vom 1. Juni 1995 bis zum 31. Mai 2022 war sie Abgeordnete des nordrhein-westfälischen Landtags.
In den Jahren 2000 bis 2010 war sie parlamentarische Geschäftsführerin der SPD-Fraktion und von Juli 2010 bis zum 31. Mai 2012 sowie von Juni 2017 bis Mai 2022 erste Vizepräsidentin des Landtags. In der 16. Wahlperiode war sie von Mai 2012 bis Mai 2017 Landtagspräsidentin. Sie war Vorsitzende der Parlamentariergruppe NRW-Türkei. Bei der Landtagswahl 2022 trat sie nicht mehr an.
Sie ist außerdem stellvertretende SPD-Vorsitzende in Bochum und Vorsitzende der SPD im Stadtbezirk Bochum-Ost.
Gödecke berichtet regelmäßig über ihre politische Arbeit in einem Wochenbericht.

## Weitere Ämter und Mitgliedschaften
Gödecke ist Vorstandsvorsitzende des Versorgungswerks der Mitglieder des Landtags Nordrhein-Westfalen und des Landtags Brandenburg. Sie ist außerdem Mitglied im „Ständigen Ausschuss für politische Verantwortung“ der Evangelischen Kirche von Westfalen, Vorsitzende der Gesellschafterversammlung des Evangelischen Verbunds Ruhr, Mitglied im Verwaltungsrat des Akademischen Förderungswerkes, Mitglied des Stiftungsrates der Stiftung Lebensrettung Westfalen und Mitglied im Hochschulrat der Technischen Fachhochschule Georg Agricola in Bochum. Darüber hinaus engagiert sich Gödecke bei der Inneren Mission des Diakonischen Werks Bochum. Sie ist Mitglied von Ver.di, dem Verein für multikulturelle Kinder- und Jugendhilfe und der Arbeiterwohlfahrt. Gödecke ist Mitglied im Kuratorium für das Haus der Geschichte Nordrhein-Westfalen und im Kuratorium der Stiftung Situation Kunst.
Seit dem 6. Dezember 2022 ist Carina Gödecke Vorstandsmitglied des Freundeskreis Synagoge Bochum-Herne-Hattingen.

## Auszeichnungen
- 2012: Verdienstorden des Landes Nordrhein-Westfalen
- 2017: Ernst-Schröder-Medaille
- 2018: Josef-Neuberger-Medaille der Jüdischen Gemeinde Düsseldorf[10]
- 2019: Dr.-Ruer-Medaille der Jüdischen Gemeinde Bochum-Herne-Hattingen